# Мобі (мобільний оператор)
МОБІ (лат. Mobi) — бренд, під яким «ЗАТ Українські радіосистеми» надавало послуги мобільного зв'язку в Україні у 2004—2005 роках. Підключення нових абонентів під цим брендом більше не проводиться, оскільки у 2007 році «ЗАТ Українські радіосистеми» перейшли на обслуговування під торговою маркою Beeline.
МОБІ позиціювався як віртуальний оператор мобільного зв'язку, орієнтований на молодіжну аудиторію. На початку своєї діяльності оператор пропонував конкурентні тарифи, зокрема дзвінки всередині мережі за 10 копійок, на інші мережі — 1 гривня за хвилину, а SMS — за 1 копійку. Особливою перевагою для абонентів був безплатний GPRS-інтернет, що викликало резонанс на телекомунікаційному ринку та стимулювало інших операторів покращувати умови для користувачів мобільного інтернету.
У 2005 році російська компанія «Вимпелком» придбала «Українські радіосистеми» і у 2006 році вирішила запустити бренд Beeline в Україні. Внаслідок цього бренди WellCOM і МОБІ припинили своє існування, а їхні абоненти були переведені на обслуговування під маркою Beeline.